# Falęcin (Rogowo)
Falęcin – część wsi Rogowo w Polsce, położona   w województwie mazowieckim, w powiecie płockim, w gminie Staroźreby.
Wieś szlachecka Falęcino położona była w drugiej połowie XVI wieku w ziemi wyszogrodzkiej. W latach 1975–1998 Falęcin należał administracyjnie do województwa płockiego.